# Кемп-Лейк (Вісконсин)
Кемп-Лейк (англ. Camp Lake) — переписна місцевість (CDP) в США, в окрузі Кеноша штату Вісконсин. Населення — 3665 осіб (2010).

## Географія
Кемп-Лейк розташований за координатами 42°31′50″ пн. ш. 88°8′45″ зх. д. / 42.53056° пн. ш. 88.14583° зх. д. (42.530509, -88.145970).  За даними Бюро перепису населення США в 2010 році переписна місцевість мала площу 14,12 км², з яких 11,76 км² — суходіл та 2,35 км² — водойми.

## Демографія
Згідно з переписом 2010 року, у переписній місцевості мешкало 3665 осіб у 1362 домогосподарствах у складі 1004 родин. Густота населення становила 260 осіб/км².  Було 1594 помешкання (113/км²).
Расовий склад населення:
| - 95,9 % — білих - 0,5 % — азіатів - 0,4 % — корінних американців - 0,4 % — чорних або афроамериканців - 1,7 % — осіб інших рас |

До двох чи більше рас належало 1,2 %. Частка іспаномовних становила 5,4 % від усіх жителів.
За віковим діапазоном населення розподілялося таким чином: 25,5 % — особи молодші 18 років, 67,0 % — особи у віці 18—64 років, 7,5 % — особи у віці 65 років та старші. Медіана віку мешканця становила 38,0 року. На 100 осіб жіночої статі у переписній місцевості припадало 108,6 чоловіків;  на 100 жінок у віці від 18 років та старших — 105,7 чоловіків також старших 18 років.
Середній дохід на одне домашнє господарство  становив 66 239 доларів США (медіана — 54 167), а середній дохід на одну сім'ю — 71 705 доларів (медіана — 63 056). Медіана доходів становила 53 340 доларів для чоловіків та 41 327 доларів для жінок. За межею бідності перебувало 13,6 % осіб, у тому числі 16,2 % дітей у віці до 18 років та 20,5 % осіб у віці 65 років та старших.
Цивільне працевлаштоване населення становило 2022 особи. Основні галузі зайнятості: виробництво — 17,5 %, освіта, охорона здоров'я та соціальна допомога — 16,6 %, науковці, спеціалісти, менеджери — 15,7 %.